# Alexandre Fernández i Sánchez
Alexandre Fernández i Sánchez, més conegut com a Àlex Fernández, (Palamós, 14 de febrer de 1974) és un exfutbolista català, que jugava com a migcampista.

## Trajectòria
Va destacar al club de la seua ciutat natal, el Palamós CF, amb qui debuta a la Segona Divisió a la temporada 1992/93. Dos anys després, qualla una gran temporada amb els blau-i-or, tot disputant 34 partits i marcant quatre gols. Eixes xifres criden l'atenció del RCD Espanyol, que el fitxa a l'estiu de 1995.
No gaudiria de massa sort al conjunt barceloní. La temporada 95/96 juga 14 partits, bona part de suplent i els anys següents va ser cedit a la UE Lleida, al Racing de Ferrol i a l'Elx CF.
El 1998 deixa la disciplina de l'Espanyol i marxa al CA Osasuna, amb qui ascendeix a la màxima categoria el 2000. El de Palamós va esdevenir una peça clau dels navarresos a Primera i la temporada 00/01 marca fins a cinc gols.
La temporada 01/02 retorna al RCD Espanyol. En aquesta segona etapa, Àlex Fernández qualla quatre campanyes força irregulars, alternant la titularitat i la suplència. Finalment la temporada 05/06 juga a la Segona Divisió amb el Xerez CD, on va penjar les botes al final d'eixa campanya.
En total, suma 273 partits entre primera i segona divisió.